# Замшани (Ковельський район)
Замша́ни — село в Україні, у Забродівській сільській громаді Ковельського району Волинської області. Населення становить 2840 осіб. Площа села 13,5 км².

## Історія
В кінці XV ст. територія Ковельського повіту, у тому числі с. Замшани, були подаровані князю Сангушку.
На початку XVI ст. село входило до Ратнівського староства у складі Литовської держави. За описом сіл Ратнівського староства за 1500 – 1512 роки вказується, що в той час в селі нараховувалось 10 дворищ, які сплачували податку 12 кіп, 2 гроша. Податки та побори виплачували медом, грошима, зерном, білячими шкірками, маслом та сиром.
В липні 1812 р. російська армія під командуванням Тормасова через Замшани наступала на Кобринь і Берестя. До скасування кріпосного права село було державним володінням та входило до складу Замшанівського фільварку.
23 березня 1827 р. він був подарований в оренду генерал-ад'ютанту Воронову на 12 років з виплатою на користь держави по 894 крб срібла в рік. В серпні 1830 після смерті генерала маєток був переданий у володіння його сестер, які призначили управителем маєтку Сігізмунда Гутовського.
У 1835 році 12 замшанських селян на чолі з Федором Дудкою пишуть скаргу в Ковельську Казенну Палату на управителя, у якій зазначають, що Гутовський відбирає у них орну і сінокісну землі. Заборонив ловлю риби в озері й забрав у селян рибальські снасті, за 12 днів роботи зараховує 4 дні панщини, собаками своїми затравив 20 штук селянської нерогатої худоби овець. Замшанівці також писали, що Гутовський без згоди громади віддає селян у рекрути, призначає додаткові дні панщини, здійснює побої.
У кінці XIX ст. у Замшанах було поштове відділення на трасі через село, що з'єднувала Київ з Берестям.
Статистичні дані за 1898 рік: тут було 196 дворів проживало 1542 чол.. 1906 рік фіксують у Замшанах, яке належало до Датинської волості, 286 дворів і 1894 мешканці. Також тут діяло у той час велике лісництво та працювала проста одна крамниця і корчма. У 1969 р. населення становило 2194 чол., 1997 р. — 2071 чол.
Село Замшани перебувало у складі Датинської ґміни Ковельського повіту. За ділянку орної землі селяни платили 6,5 злотих, за корову або коня 2 % їх вартості, за вівцю 6 злотих, за свиню 8 злотих, за теля 10 злотих.
У вересні 1939 року головою сільради було обрано Бірука Петра Захаровича, секретарем — Дудку Василя Севастяновича.
Волосне тимчасове управління було розпущене і Зайця П. В. призначено головою сільради. Після встановлення Радянської влади в селі конфісковані земельні володіння церкви і розподілені між малоземельними селянами. Восени 1940 р. в с. Замшани й на хуторі Датинь були створені колгоспи ім. Чапаєва та ім. Воронцова.
Головою Замшанівського господарства був обраний Козел А. А., а датинський колгосп очолив Михалевич Я. П.
Серед жителів села членами ОУН були: Козел Андрій Савович, Репета Пантелій Михайлович, Корецький Семен Антонович та інші.
У травні 1942 року німці увірвалися вранці у ще сонне село, забрали 5 членів сім'ї Савенюків, матір і дочку Корчицьких, шість осіб сім'ї Біруків й повели їх до викопаної біля кладовища ями. Сюди ж зігнали місцевих жителів і на їх очах розстріляли схоплених начебто за допомогу партизанам. В пам'ять про них радянською владою було споруджено пам'ятник на їх братській могилі.
За час німецької влади 61 особу з села було вивезено на примусові роботи в Німеччину. У пам'ять про односельчан, що загинули під час війни, у 1968 році радянською владою було споруджено пам'ятник.
14 березня 1944 року воїни першої Брестської Стрілецької дивізії Червоної Армії під командуванням Бакуєва і 812 стрілецького корпусу 70-ї армії Білоруського фронту Червоної Армії знову захопили село.
Після повторного захоплення села військами СРСР 195 замшанівців були примусово мобілізовані в ряди Червоної армії і до кінця війни перебували на різних фронтах, 58 з них загинули, 16 зникли безвісти. Багато замшанівців були нагороджені радянськими орденами і медалями.
До 19 липня 1944 року село знаходилося в районі бойових дій радянської дивізії. Після відновлення радянської окупації в селі тривала підпільна боротьба ОУН та УПА проти окупантів — тепер уже червоних. Для боротьби проти націоналістів було створено загін стрибків. У винищувальний загін входило 30 чоловік, двоє з яких загинули в боях.
9 квітня 1948 року було відроджено діяльність колгоспу ім. Чапаєва, який очолив Заєць П. В.
Наприкінці 1947 року була створена ініціативна група, яка розгорнула серед селян агітацію за вступ до колгоспу. Замшанівці всіляко опиралися колективізації, та з часом мусили змиритися. Першими заяви в колгосп написали Михалевич Яким Григорович, Бірук Антон Прокопович, Бірук Іван Антонович, Петрик Павло Федорович. Пізніше районна газета «Сталінський прапор» писала, що колгосп виконав першу заповідь «В першу чергу потрібно розрахуватися з державою по хлібозаготівлі…» 10 січня 1949 року газета писала «…Товариш Заєць, працюючи головою, домігся того, що колгосп став передовим в районі. Постійно виконує план хлібоздачі».
Довгий час в місцевому колгоспі ім. Чапаєва головним зоотехніком пропрацював Чорний Іван Харитонович — Заслужений працівник сільського господарства УРСР, кавалер ордена Трудового Червоного прапора.
В 1980 році побудовано фельдшерсько-акушерський пункт, в 1981 р. — дитячий садок, в 1985 р. — сільський будинок культури.
До 9 жовтня 2016 року — адміністративний центр Замшанівської сільської ради Ратнівського району Волинської області.
19 липня 2020 року, в результаті адміністративно-територіальної реформи та ліквідації Ратнівського району, село увійшло до новоутвореного Ковельського району.

## Населення
Згідно з переписом УРСР 1989 року чисельність наявного населення села становила 1861 особа, з яких 925 чоловіків та 936 жінок.
За переписом населення України 2001 року в селі мешкало 1695 осіб.
За переписом населення України 2022 року в селі мешкало 2910 осіб.

### Мова
Розподіл населення за рідною мовою за даними перепису 2001 року:
| Мова       | Відсоток |
| ---------- | -------- |
| українська | 99,57 %  |
| Російська  | 0,43 %   |

## Відомі персони
- Михалевич Андрій Сергійович — український повстанець та націоналіст, курінний УПА, заступник керівника Ковельського окружного проводу ОУН, лицар Срібного Хреста Бойової Заслуги (посмертно).
- Чорна Марія Романівна — українська вишивальниця, заслужений майстер народної творчості УРСР.
- Мажула Марина Анатоліївна — українська спортсменка із параканое, призер Літніх Паралімпійських ігор, триразова чемпіонка світу, дворазова чемпіонка Європи. Майстер спорту України.
- Касянчук Роман Васильович — військовослужбовець, майор Збройних сил України, учасник російсько-української війни, що відзначився під час російського вторгнення в Україну. Повний лицар ордена «Богдана Хмельницького».